# 劉衍謙
劉衍謙（1994年2月3日—）是臺灣男子籃球運動員，場上主打前鋒位置。劉衍謙畢業於中山工商，大一就讀世新大學廣電系，大二轉學至台灣首府大學就讀休閒管理學系，大三則到樹德科技大學，研究所考上國立屏東大學，2018年7月在超級籃球聯賽新人選秀會第二輪獲得桃園璞園建築青睞。

## 外部連結
- 劉衍謙在fiba.basketball（英语）
- 劉衍謙在fiba3x3.com（英语）
- 劉衍謙在Eurobasket.com（球員）（英语）
- . 選手資訊 - UBA大專籃球聯賽成績攻守記錄網.
- . 選手資訊 - UBA大專籃球聯賽成績攻守記錄網.
- 林家希. . SSU大專學生運動網. 2016-03-06  [2025-02-04].
- . 選手資訊 - UBA大專籃球聯賽成績攻守記錄網.